# رضا نوروزي
رضا نوروزي (21 سبتمبر 1982 بالأهواز في إيران - ) هو لاعب كرة قدم إيراني في مركز الهجوم. شارك مع منتخب إيران لكرة القدم. أما مع النوادي، فقد لعب مع نادي برسبوليس ونادي برق شيراز ونادي بيكان ونادي سايبا ونادي ستيل آذين ونادي فولاد خوزستان ونادي نفط طهران.

## روابط خارجية
- رضا نوروزي على موقع قاعدة بيانات كرة القدم.إي يو (الإنجليزية)
- رضا نوروزي على موقع ناشيونال فوتبول تيمز (الإنجليزية)
- رضا نوروزي على موقع Soccerway.com (الإنجليزية)